# Donald Eugene Chambers
Donald Eugene Chambers (23 novembre 1930 – 18 juillet 1999) est un marine américain, motard hors-la-loi et fondateur du Bandidos Motorcycle Club, en 1966 à San Leon, Texas.

## Biographie
Chambers sert comme Marine pendant la guerre du Vietnam. À son retour au Texas, il travaille comme docker et rejoint plusieurs clubs de motards. Trouvant ces clubs trop sages à son goût, il fonde son propre club, les Bandidos, le 4 mars 1966 à San Leon, au Texas. Il nomme le club en hommage aux bandits mexicains qui vivent selon leurs propres règles, et choisit les couleurs rouge et or en référence aux couleurs officielles du Corps des Marines des États-Unis.

Il recrute des membres dans des bars de motards à Houston, Corpus Christi, Galveston et San Antonio. Au début des années 1970, le club compte plus de cent membres, dont de nombreux vétérans du Vietnam. En 1969, Chambers supervise l’enlèvement, le passage à tabac et la remise à la police d'un membre des Bandidos recherché pour un meurtre sans lien avec le club, afin de détourner l'attention des autorités.

Chambers déménage ensuite au Nouveau-Mexique après avoir été impliqué dans une fusillade mortelle contre un gang rival dans un bar de l’East End de Houston.
Le 22 décembre 1972, Chambers, accompagné des membres Jesse Fain "Injun" Deal et "Crazy" Ray Vincente, enlève les frères trafiquants de drogue Marley Leon Tarver et Preston LeRay Tarver à El Paso. Ils les emmènent dans le désert au nord de la ville, les forcent à creuser leurs propres tombes, puis les abattent au fusil à pompe avant de brûler leurs corps. Les deux dealers avaient vendu plus tôt dans la journée du bicarbonate de soude aux Bandidos en le faisant passer pour de l'amphétamine.
Chambers est reconnu coupable du meurtre de deux trafiquants de drogue en 1972 et purge une peine à perpétuité,.
Le 3 novembre 1979, Stephen Trammell Chambers, le fils de 23 ans de Donald, est tué d'une balle dans la tête lors d'une altercation sur le parking d'un club de nuit de Houston où sa femme travaille comme serveuse. Un suspect, Leon "Stash" Dudley, est arrêté en 2016 à Euclid, dans l’Ohio, mais les charges sont abandonnées en 2017 lorsqu'il est prouvé que le véritable meurtrier utilisait l’identité de Dudley au moment des faits.
EN 1983, il obtient une libération conditionnelle et il s'installe à El Paso, où il vit jusqu'à sa mort d'un cancer, à l'âge de 68 ans, le 18 juillet 1999. Il est enterré au Forest Park Cemetery, à Houston, sous une grande pierre tombale plate portant son nom, son affiliation aux Bandidos, et la citation : « Nous sommes les gens contre lesquels nos parents nous ont mis en garde. »